# Fetuli Paea

a Compétitions nationales et continentales officielles uniquement.

b Matchs officiels uniquement.
Dernière mise à jour le 9 août 2024.
Fetuli Paea, né le 16 août 1994 à Nuku'alofa (Tonga), est un joueur de rugby à XV international tongien évoluant aux postes de centre et d'ailier.

## Carrière

### En club
Fetuli Paea commence sa carrière avec l'équipe amateure de Silapelu’ua dans le championnat national tongien. Il effectue ensuite une parenthèse d'un an en rugby à XIII avec le club anglais de Shelford RFC en cinquième division.
Après être retourné jouer à XV dans son pays, il rejoint le club amateur néo-zélandaise de Waitohi dans le championnat de la région de Tasman.
En 2019, il est recruté par la province de Tasman pour disputer le NPC. Pour sa première saison professionnelle, il dispute neuf rencontres.
Grâce à ses performances avec Tasman, il est retenu dans l'effectif des Crusaders pour la saison 2020 de Super Rugby. Il ne dispute aucun match de Super Rugby, mais fait ses débuts en Super Rugby Aotearoa le 4 juillet 2020 contre les Highlanders,.
En septembre 2020, il est annoncé qu'il rejoindra la franchise des Highlanders pour les deux prochaine saisons de Super Rugby,. Lors de la présaison, il se blesse gravement à la cheville à l'occasion d'un match amical contre les Hurricanes, et qui l'éloigne des terrains pour l'intégralité de la saison.
Il fait son retour à la compétition en août 2021 avec Tasman, lors de la saison de NPC. Il ne joue qu'une seule rencontre, avant de subir une fracture au bras, ce qui lui fait manquer le reste de la compétition.
Lors de la saison 2022 de Super Rugby, il fait finalement ses débuts avec les Highlanders à l'occasion d'un match contre les Chiefs le 19 février 2022. Il devient rapidement un titulaire régulier de cette franchise, jouant treize rencontres lors de sa première saison.
Après trois saisons aux Highlanders, il décide de rejoindre l'Italie et la franchise de Zebre Parma, à partir de la saison 2023-2024 du United Rugby Championship.

### En équipe nationale
Fetuli Paea joue avec l'équipe des Tonga de rugby à sept à partir de 2016, participant notamment au tournoi de qualification olympique de Monaco.
Il est sélectionné pour la première fois avec l'équipe des Tonga en octobre 2016, et joue son premier match international le 12 novembre 2016 contre l'Espagne à Madrid,. Il obtient sa seconde cape un an plus tard, le 25 novembre 2017 à l'occasion d’un test-match contre l'équipe de Roumanie à Bucarest.
Il joue également avec les Tonga A entre 2017 et 2018, disputant le Pacific Challenge et la Americas Pacific Challenge.
Paea fait son retour avec la sélection tongienne, après quasiment cinq années d'absence, en juin 2022 à l'occasion de la Coupe des nations du Pacifique 2022. Il joue deux matchs lors du tournoi, et inscrit son premier essai au niveau international face aux Samoa,. Peu après, il participe au match de barrage qualificatif pour la Coupe du monde 2023 que son équipe remporte face à Hong Kong.

## Palmarès

### En club et province
- Vainqueur du NPC en 2019 et 2020 avec Tasman.
- Vainqueur du Super Rugby Aotearoa en 2020 avec les Crusaders.

### En équipe nationale
- 8 sélections avec les Tonga depuis 2016.
- 15 points (3 essais).